# Palczyn (gromada)
Palczyn – dawna gromada, czyli najmniejsza jednostka podziału terytorialnego Polskiej Rzeczypospolitej Ludowej w latach 1954–1972.
Gromady, z gromadzkimi radami narodowymi (GRN) jako organami władzy najniższego stopnia na wsi, funkcjonowały od reformy reorganizującej administrację wiejską przeprowadzonej jesienią 1954 do momentu ich zniesienia z dniem 1 stycznia 1973, tym samym wypierając organizację gminną w latach 1954–1972.
Gromadę Palczyn z siedzibą GRN w Palczynie utworzono – jako jedną z 8759 gromad na obszarze Polski – w powiecie inowrocławskim w woj. bydgoskim, na mocy uchwały nr 24/7 WRN w Bydgoszczy z dnia 5 października 1954. W skład jednostki weszły obszary dotychczasowych gromad Palczyn, Pęchowo, Dąbrówka Kujawska, Będzitowo i Krążkowo ze zniesionej gminy Złotniki Kujawskie w tymże powiecie. Dla gromady ustalono 23 członków gromadzkiej rady narodowej.
Gromadę zniesiono 31 grudnia 1959, a jej obszar włączono do nowo utworzonej gromady Lisewo Kościelne w tymże powiecie.